# Karnydia gracilipes
Karnydia gracilipes är en insektsart som beskrevs av Willy Adolf Theodor Ramme 1941. Karnydia gracilipes ingår i släktet Karnydia och familjen Chorotypidae. Inga underarter finns listade i Catalogue of Life.